# Fredy Hämmerli
Alfred Hämmerli (* 22. Juli 1952 in Zürich) ist ein Schweizer Journalist und Buchautor.

## Leben
Fredy Hämmerli studierte Publizistik, Germanistik und Ökonomie und schloss mit dem Lizenziat ab. Anschliessend besuchte er die Ringier-Journalistenschule. Kurz nach seiner Ausbildung veröffentlichte Hämmerli als Mitautor das Buch «Das Märchen von der sauberen Schweiz», dies zusammen mit Kurt Brandenberger, Urs P. Gasche und Hanspeter Guggenbühl.
Seine erste Stelle hatte er bei Roger Schawinskis neuer Tat. Es folgten drei Jahre als freier Journalist im Pressebüro Index mit Spezialgebiet Wirtschaft und Ökologie. Danach erhielt er redaktionelle Erfahrung bei der Bilanz und war sieben Jahre Nachrichtenchef und stellvertretender Chefredaktor bei der Berner Zeitung. Für Cash baute Fredy Hämmerli anschliessend die Bundeshausredaktion auf und für den Bund eine Nachrichtenredaktion. Als Mitglied der Unternehmensleitung der Berner Tagblatt Medien (heute Espace Media Groupe) war er für deren elektronische Medien verantwortlich, namentlich für den Aufbau von TeleBärn. Danach übernahm er die Redaktionsleitung beim K-Tipp, baute als Geschäftsführer und Chefredaktor für deren Schwesterfirma Xproductions die Fernsehproduktion auf und gründete das Anlegermagazin K-Geld. Er war von 1994 bis 2008 Mitglied der Jury des Informatik-Journalismuspreises (Bedag/Eugen).
Im Jahre 2000 übernahm Hämmerli die Geschäftsführung von Swisscontent, ein Content-Provider für Online- und Print-Medien in Zürich (Schweiz) mit Schwerpunkt Wirtschaft, Finanz, Immobilien, Gesundheit und Lifestyle mit rund 40 Mitarbeitenden (2013). Im Jahre 2003 übernahm Hämmerli die Swisscontent AG. Im Jahr 2007 beteiligte sich  Daniel Kaczynski am Aktienkapital von Swisscontent und war seit 2009 gleichberechtigter Miteigentümer und Partner. Seit 2013 ist er alleiniger Inhaber. Swisscontent ist Herausgeberin des Magazins HE Inside für den Unterhaltungselektronik-Fachhandel sowie des Frauen-Wirtschaftsmagazins „Women in Business“.

## Aufgedeckte Skandale
Fredy Hämmerli hat mehrere Skandale aufgedeckt und Scoops gelandet.
- So deckte er 1979 auf, dass in der Schweiz Hunderte von Vermögensmillionären leben, die dem Staat keinerlei Einkommenssteuern abführten. Daraus entbrannte ein Medienrummel, der letztlich zu einer Verschärfung kantonaler Steuergesetze führte.
- 1981 enthüllte er, dass der Nationalrat, SVP-Tribun Christoph Blocher in aller Stille die Aktien der Oswald-Holding aufgekauft hatte, welche die Mehrheit am Kunststoffkonzern Ems-Chemie im schweizerischen Domat-Ems beherrschte.
- 2009 brachte Hämmerli ans Tageslicht, dass die Schweizer Grossbank UBS ihr Flaggschiff Global Property Fund, einen Immobilienfonds mit Geschäftsliegenschaften im einstigen Wert von 10 Milliarden Dollar, liquidieren muss. Betroffen waren über 100'000 vermögende Privatkunden der UBS.

## Publikationen
- 100 Fragen – 100 Antworten: Der UBS-Vorsorge-Ratgeber 2014.
- So sparen Sie Steuern. 2013.
- Exgüsi: Ein Knigge für Deutsche und Schweizer zur Vermeidung grober Missverständnisse. 2009.
- Erfolgreich als Kleinunternehmer: Firmengründung, Finanzen, Rechtsform, Personalführung, Versicherungen, Marketing und Verkauf, Steuern. 2009.
- Geld anlegen – gut und sicher. 2009.
- Die eigenen vier Wände: Bauen, kaufen, renovieren: Die wichtigsten Tipps für Bauherren und Wohneigentümer. 2008.
- Geldratgeber für Eltern und Kinder: Kostenfaktor Kind, Taschengeld, Lehrlingslohn, Schuldenfallen, Versicherungen und Steuerabzüge. 2007.
- mit Kurt Brandenberger, Urs P. Gasche und Hanspeter Guggenbühl: Das Märchen von der sauberen Schweiz. Lenos-Verlag, Basel 1982, ISBN 978-3-85787-097-2.